# Staffanstorpsbanan
Staffanstorpsbanan var en järnväg från Malmö till Brågarp (strax norr om Staffanstorps gamla station). Banan var vad som återstod av Malmö–Tomelilla Järnväg sedan trafiken mellan Staffanstorp och stenbrottet i Önneslöv utanför Dalby upphört 1987, och banvallen plogats upp. 
Persontrafiken Malmö–Tomelilla var nedlagd sedan 1970. Godstrafiken upphörde i etapper mellan 1974 och 2003. Banan till Staffanstorp hade rustats upp i slutet av 1990-talet, men efterfrågan på järnvägstransporter tröt.
Till 2016 var Staffanstorpsbanan intakt, med fungerande signalanläggningar och möjlig att köra på. Sedan Trafikverket beslutat att upphöra med underhållet från 2015, har plankorsningar asfalterats över och räls på några ställen tagits bort. 
Det finns önskemål om att återuppta järnvägstrafiken från Malmö via Staffanstorp till Dalby–Veberöd–Sjöbo–Tomelilla. En del av en nybyggd och/eller återuppbyggd Simrishamnsbana skulle då följa den gamla banvallen och kanske kunna utnyttja de broar över Inre Ringvägen och Yttre Ringvägen kring Malmö, som byggdes på 1970-talet respektive 1990-talet. Trafikverket har dock inga sådana planer.